# Asociación del Rifle de las Islas Malvinas
La asociación del rifle de las Islas Malvinas (en inglés: Falkland Islands Rifle Association) existe desde 1885.
Los registros de la historia del club desde 1955 hasta 1973 se perdieron durante la guerra de las Malvinas en 1982. Después de la guerra, el juego fue suspendido hasta que se proporcionó una nueva línea en Rookery Bay en 1990.
Partidos de disparo se llevaron a cabo con personal de buques de guerra británicos visitantes entre 1888 y 1979 con bastante regularidad. Durante el período 1888-1955, el club ganó 40 partidos y los barcos que recalaron cuatro.
El club ha competido en los Juegos de la Mancomunidad desde 1982.